# Hyperlophus translucidus
Hyperlophus translucidus is een straalvinnige vissensoort uit de familie van de haringen (Clupeidae). De wetenschappelijke naam is gepubliceerd in 1917 door McCulloch.